# Georg Werthner
Georg Werthner (ur. 7 kwietnia 1956 w Linzu) – austriacki lekkoatleta, wieloboista, dwukrotny medalista uniwersjady i czterokrotny olimpijczyk.

## Kariera sportowa
Zdobył srebrny medal w dziesięcioboju na mistrzostwach Europy juniorów w 1975 w Atenach. Startując w rywalizacji seniorów zajął 5. miejsce w tej konkurencji na uniwersjadzie w 1975 w Rzymie.
Zajął 16. miejsce w dziesięcioboju na igrzyskach olimpijskich w 1976 w Montrealu, a na mistrzostwach Europy w 1978 w Pradze nie ukończył tej konkurencji.
Na igrzyskach olimpijskich w 1980 w Moskwie zajął w dziesięcioboju 4. miejsce. Zdobył brązowy medal na uniwersjadzie w 1981 w Bukareszcie, a na mistrzostwach Europy w 1982 w Atenach zajął 5. miejsce. Ponownie zdobył brązowy medal na uniwersjadzie w 1983 w Edmonton. Zajął 9. miejsce na igrzyskach olimpijskich w 1984 w Los Angeles i 21. miejsce na igrzyskach olimpijskich w 1988 w Seulu.
Werthner był mistrzem Austrii w dziesięcioboju w 1975, 1977, 1979, 1980. 1982, 1984, 1986 i 1988, w skoku w dal w 1977 w trójskoku w 1977, 1979, 1980 i 1982, w sztafecie 4 × 100 metrów w 1980 i 1981, w sztafecie 4 × 400 metrów w 1980 oraz w rzucie oszczepem w 1979, 1980, 1981, 1983, 1984 i 1988. Zdobył srebrny medal w dziesięcioboju w 1976 i 1985, w trójskoku w 1975, 1985 i 1986 oraz w rzucie oszczepem w 1986 i 1987, a także brązowy medal w dziesięcioboju w 1990. Był również halowym mistrzem swego kraju  w skoku w dal w 1980 i 1982 oraz w trójskoku w 1980 wicemistrzem w trójskoku w 1989 oraz brązowym medalistą w tej konkurencji w 1985 i w siedmioboju w 1991.
8 sierpnia 1982 w Schielleiten poprawił rekord Austrii w dziesięcioboju rezultatem 8229 punktów (według ówczesnej punktacji, według obecnej byłyby to 8224 punktu). Był to najlepszy wyniki w jego karierze.